# 阚保平
阚保平（1957年10月—），男，汉族，北京人，中华人民共和国政治人物，曾任中国基督教协会总干事，第十一、十二、十三届全国政协委员。

## 生平
2008年，当选第十一届全国政协委员，代表宗教界，分入第五十一组。2013年当选第十二届全国政协委员。2018年1月，当选第十三届全国政协委员。